# Історія філософії
Історія філософії — розділ Політології, що вивчає історичні типи філософії. В його рамки включені, як філософські системи окремих філософів, так і розвиток їхніх поглядів в рамках філософських шкіл.
Термін історія філософії також застосовується на позначення процесу розвитку філософської думки в цілому, згідно з визначеними часовими періодами та існуючими в них філософськими тенденціями.
Знаючи історію становлення ідей, історичні зразки витлумачення певних філософських проблем, можна краще зрозуміти й оцінити конкретну філософську концепцію.

## Основні питання історії філософії
Історія філософії має справу з проблемами, які не є безпосередньо предметами філософії як такої. Історія філософії являє собою критичний аналіз ідей попередніх філософів, органічно вплетений в контекст викладів власних поглядів та ідей.
На усьому шляху свого історично-соціального розвитку людина намагається знайти відповідь на найспільніші та найглибші питання: що являє собою навколишній світ і яке місце і призначення людини в цьому світі? Що лежить в основі всього існуючого: матеріальне або духовне? Чи підпорядкований світ якимнебудь законам? Чи може людина пізнати навколишній світ, що являє собою це пізнання? У чому сенс життя, її мета? Такі питання є світоглядними. Центральна світоглядна проблема відношення мислення до буття, людини до світу, свідомості до матерії, духу до природи, ідеального і матеріального, що є первинним. У такий спосіб формується основне питання філософії, тому що через ставлення людини, його мислення, свідомості, духовній, психічній діяльності усвідомлюється місце людини у світі, його призначення, сенс існування.
В історії філософії осмислення цих питань еволюціонувало від метафізичного уявлення про пропорційності космосу в античності до логічного розуміння порівняння як базисної операції розуму у філософії нового часу.
На відміну від інших наук філософія виключає подробиці, виділяючи тільки найзагальніші властивості і зв'язки. Гносеологічна функція філософії складається у вивченні відношення «світ-людина». Теорія пізнання розглядається як відношення об'єкта і суб'єкта пізнання, виявляється зв'язок почуттєвого і раціонального, досліджуються проблеми істини, формування переконань і інші гносеологічні питання. Кожна філософська концепція є поглядом на світ, являє собою метод пізнання. Філософія розробляє загальні, обґрунтовані окремі і загальнонаукові методи пізнання, виконує тим самим методологічну функцію. Філософія узагальнює висновки спеціальних наук, об'єднує їх на основі своїх філософій і методів пізнання, — виконує інтеграційну функцію, розповсюджуючи її і на інші галузі духовної культури, включаючи політичні, правові, моральні, естетичні, релігійноатеїстичні форми суспільної свідомості. Філософська система не тільки висуває й обґрунтовує теоретичні положення, але й інтепретує їх, дає оцінку, формує систему цінностей. У цьому полягає аксеологічна функція філософії. Піддаючи критичної оцінці те, що не відповідає філософській системі філософія виконує свою критичну функцію. Спілкування і передачу інформації здійснює комунікативна функція філософії.
У такий спосіб очевидно, що філософія має чимало значущих функцій, проте можна виділити з них основні функції філософії:
- теоретикопізнавальна функція;
- пізнавальна функція;
- оцінна функція.

Історія філософії дає теоретичну реконструкцію, інтерпретацію і критичне осмислення філософських ідей, виявлення внутрішнього зв'язку і взаємозумовленості їх складових, представлених різними філософськими течіями, школами і напрямами.
Це теоретична база для систематично-цілісного, концептуального розгляду історико-філософського процесу.

## Схема впливу філософських шкіл
```
   
Мілетська школа
    
Піфагореїзм
    
Елейська школа
     
Софісти
                         
              └──────────┴──────────┬─┴────────────┴──────────────────────┐
              ┌─────────────────────┘                                     │
              │                                                        
Атомістика
     
       
Платонізм
                                                          │ 
        │     │                                                           │

Арістотелізм
  │                                                           │
 │      │     │                                                       
Епікуреїзм
 
 │     
Неоплатонізм
─────────────────────┐                               │
 │               |                      │                               │
 │              
Патристика
              │                               │ 
 │                      │               └──────────────────────────┐    │ 

східний арістотелізм
    │                                          │    │                          
           ├────────────┘                                          │    │
   
Схоластика
                                                      │    │
           ├───────────(
Номіналізм
)────────────────────────┐     
Гуманізм епохи Відродження

           │                                               ├──────────┘                      
    
Раціоналізм
                                         
Емпіризм

           │                                               │   │  
           └──────────┬────────────────────────────────────┤  
французький матеріалізм

                      │                                    │                  
                
Кантіанство
                         
Позитивізм
   
        ┌─────────────┼────────────────────────────────────┤
        │             │                  │                 │ 

Гегельянство
  
Феноменологія
   
Філософія життя
   
Емпіріокритицизм

      │   └───────────┼──────────────────┤                 │
      │               │                  │              
Неопозитивізм
 

Марксизм
      
Екзистенціалізм
       
Герменевтика
   
Аналітична філософія
```

## Історія «історії філософії»
Найсуттєвішою точкою зростання історико-філософського знання стала поява гегелівських «Лекцій з історії філософії», що ознаменували становлення історії філософії як конституйованої теоретичної дисципліни. Для розуміння гегелівської історії філософії важливе значення має його програма побудови всієї системи філософії. Згідно з Гегелем, поза такої системи неможливо взагалі справжнє осягнення історичного руху філософії до «форми науки», поступальний її рух до тієї мети, коли вона могла б стати не любов'ю до знання, а «дійсним знанням».
Поза такого роду системи, в якій історія філософії стає логічно завершальною її частиною, філософська думка, згідно з Гегелем, постає лише як зовнішня історія думок, галерея нісенітниць і помилок. Саме т.чином. вона і осягалась досі, тобто історіографічно. Гегель вважав, що історія філософії — є справа самої філософії; тільки шляхом вивчення її історії можна «бути введеним в саме цю науку». Історія філософії — це історія сходження думки до самої себе і тим самим знаходження самої себе, а оскільки філософія є рух духу до самосвідомості, його саморозвиток до абсолютного знання, філософія й історія філософії для Гегеля виявляються тотожними. Саме тому історія філософії і стає можливою тільки як теорія, яка не включає в свій зміст і склад особистість, індивідуальні риси того чи іншого мислителя.
До числа головних ідей концепції Гегеля відносять наступні:
- історико-філософський процес він розглядає як закономірний, поступальний розвиток, в якому всі філософські системи виявляються необхідним внутрішнім чином пов'язані між собою, тому що кожна з них являє собою зображення особливого щабля в процесі розвитку абсолютного духу, послідовно здійснює себе в його русі до абсолютної істини,
- кожну філософську систему Гегель розглядає як самосвідомість історично конкретної епохи; існує, т.чином, безпосередній зв'язок між філософією та історичними умовами, державою, культурою, мистецтвом тощо. Саме вони і визначають її основний зміст і значення; але історичні умови змінюються — значить змінюється і філософія, до якої, отже, треба підходити історично,
- філософські системи минулого, однак, не спростовуються і не віддаються забуттю ; їх принципи, звільнені від властивої їм історичної обмеженості, засвоюються подальшими вченнями, зберігаючи раціональні моменти попередніх вчень, більш глибоко і докладно розкриваючи абсолютне. Розвиток, т.чином, здійснюється на основі спадковості.

### Після Гегеля
Панування позитивізму, вульгарного матеріалізму, психологізму послабило авторитет філософії в її спробах обґрунтування наукового знання і пошуку загальнозначущої істини, висунувши на перший план лише « історичне вивчення людського духу». Не відкидаючи в цілому низку основоположних гегелівських принципів, його учні — Ердман, Целлер і Фішер — концентрують свої зусилля на освоєнні нової фактології, намагаючись максимально строго в композиційному відношенні розташувати цей багатий матеріал, не забуваючи при цьому чітко виявляти і загальні тенденції розвитку філософії. Найцікавіших результатів на цьому шляху досягли Целлер і Фішер, що опублікували фундаментальні праці з історії як давньої, так і нової філософії, на яких виховувалося кілька поколінь європейських філософів.
У кінці 19 — початку 20 ст. виходить у світ ряд фундаментальних робіт Віндельбанда, двотомна «Історія філософії» якого стала оригінальним освітленням процесу розвитку філософської думки від Декарта до Гербарта. Приділивши найбільшу увагу становленню філософської думки в епоху Нового часу, Віндельбанд показав глибокий зв'язок цього процесу з духовно-культурним розвитком суспільства ; виявив взаємини і взаємовплив між самими різними галузями людської культури. Т.ч. філософія перестала здаватися умоглядною, спекулятивною і відірваною від життя, демонструючи свій тісний зв'язок з наукою і мистецтвом, релігією і політикою та іншими сферами суспільного життя. Крім «Історії стародавньої філософії», він підготував ще й загальний курс історії філософії, що охоплює всі її епохи і періоди, що мав заголовок «Підручник історії філософії» (1912). У цій роботі він різко змінив свій звичайний метод історичного викладу філософського процесу, відмовившись від переважно хронологічного опису та використання великої кількості біографічних даних, акцентувавши культурологічний підхід до розгляду історії філософії. Остання постала тут як єдиний, цілісний процес, обумовлений надемпіричними, загальними цінностями; процес, під час якого європейське людство записало в наукових поняттях «свій світогляд і світорозуміння». Концептуальний виклад історико-філософського процесу, представленого з точки зору його основних проблем і понять, не ігнорував і фактичної сторони справи, акумулюючи безліч реальних історичних даних, що органічно укладаються в загальну канву філософського розвитку. Традиції раціоналістичних ідеалістичних концепцій історії філософії у 1-й третині 20 століття були продовжені Н. Гартманом, який спробував врятувати цілісне бачення філософії шляхом усунення найодіозніших «прийомів панлогізування, що призводять до містифікації реальних процесів». У підсумку він здійснив своєрідний синтез гегельянства з кантіанством і неокантіанством в руслі ідей розробленої ним «критичної онтології», представивши історію філософії як прогресуючий ряд людських рішень системи вічних філософських проблем. При цьому єдність історико-філософського процесу бачилося йому в спільності проблем для філософії як такої.